# Galatasaray Spor Kulübü Basketbol 2016-2017
Questa voce raccoglie le informazioni riguardanti il Galatasaray Spor Kulübü Basketbol nelle competizioni ufficiali della stagione 2016-2017.

## Stagione
La stagione 2016-2017 del Galatasaray Spor Kulübü Basketbol è la 51ª nel massimo campionato turco di pallacanestro, la Basketbol Süper Ligi.

## Roster
Aggiornato al 18 agosto 2018.
| Galatasaray Odeabank Istanbul 2016-17 | Galatasaray Odeabank Istanbul 2016-17 |
| Giocatori                             | Staff tecnico                         |
| ------------------------------------- | ------------------------------------- |

| N. | Naz.                                                 | Ruolo | Nome            | Anno | Alt.   | Peso   |  |
| -- | ---------------------------------------------------- | ----- | --------------- | ---- | ------ | ------ |  |
| 0  | Stati Uniti (bandiera)                               | P     | Russ Smith      | 1991 | 183 cm | 77 kg  |  |
| 3  | Bosnia ed Erzegovina (bandiera) · Turchia (bandiera) | AP    | Emir Preldžič   | 1987 | 206 cm | 100 kg |  |
| 4  | Stati Uniti (bandiera)                               | P     | Errick McCollum | 1988 | 188 cm | 83 kg  |  |
| 5  | Serbia (bandiera)                                    | AP    | Vladimir Micov  | 1985 | 201 cm | 98 kg  |  |
| 6  | Uruguay (bandiera) · Italia (bandiera)               | P     | Bruno Fitipaldo | 1991 | 184 cm | 85 kg  |  |
| 7  | Stati Uniti (bandiera) · Israele (bandiera)          | AC    | Alex Tyus       | 1988 | 203 cm | 100 kg |  |
| 8  | Turchia (bandiera)                                   | P     | Can Korkmaz     | 1992 | 187 cm | 83 kg  |  |
| 9  | Stati Uniti (bandiera)                               | AG    | Deon Thompson   | 1988 | 204 cm | 111 kg |  |
| 10 | Stati Uniti (bandiera) · Rep. Ceca (bandiera)        | AP    | Blake Schilb    | 1983 | 201 cm | 95 kg  |  |
| 11 | Turchia (bandiera)                                   | AG    | Ege Arar        | 1996 | 208 cm | 100 kg |  |
| 13 | Turchia (bandiera)                                   | A     | Utku Tuğsal     | 2000 | 198 cm |        |  |
| 14 | Azerbaigian (bandiera) · Turchia (bandiera)          | AG    | Orhan Hacıyeva  | 1989 | 203 cm | 105 kg |  |
| 21 | Germania (bandiera)                                  | C     | Tibor Pleiß     | 1989 | 221 cm | 116 kg |  |
| 25 | Stati Uniti (bandiera)                               | A     | Austin Daye     | 1988 | 211 cm | 91 kg  |  |
| 32 | Turchia (bandiera)                                   | G     | Sinan Güler (C) | 1983 | 192 cm | 96 kg  |  |
| 33 | Stati Uniti (bandiera)                               | G     | Jon Diebler     | 1988 | 198 cm | 93 kg  |  |
| 55 | Stati Uniti (bandiera)                               | P     | Justin Dentmon  | 1985 | 183 cm | 84 kg  |  |
| 61 | Turchia (bandiera)                                   | G     | Göksenin Köksal | 1991 | 196 cm | 93 kg  |  |
| 63 | Turchia (bandiera)                                   | P     | Serkan Aydın    | 2000 | 201 cm | 85 kg  |  |

| Allenatore                                                            |
| - Ergin Ataman                                                        |
| Assistente/i                                                          |
| - Yakup Sekizkök Legenda - (C) Capitano - (IN) Inattivo - Infortunato |

## Mercato

### Sessione estiva
| Acquisti | Acquisti       | Acquisti           | Acquisti   | Acquisti |
| R.a      | Nome           | da                 | Modalità   |          |
| -------- | -------------- | ------------------ | ---------- | -------- |
| P        | Russ Smith     | Free agent         | definitivo |          |
| A        | Austin Daye    | Al Manama          | definitivo |          |
| AG       | Deon Thompson  | Bayern Monaco      | definitivo |          |
| AC       | Alex Tyus      | Anadolu Efes       | definitivo |          |
| AP       | Emir Preldžič  | Darüşşafaka        | definitivo |          |
| P        | Can Korkmaz    | Uşak Sportif       | definitivo |          |
| G        | Jon Diebler    | Anadolu Efes       | definitivo |          |
| P        | Justin Dentmon | Sichuan B. Whales  | definitivo |          |
| AG       | Orhan Hacıyeva | Acibadem           | definitivo |          |
| C        | Tibor Pleiß    | Philadelphia 76ers | definitivo |          |

| Cessioni | Cessioni        | Cessioni     | Cessioni       | Cessioni |
| R.       | Nome            | a            | Modalità       |          |
| -------- | --------------- | ------------ | -------------- | -------- |
| G        | Doğukan Şanlı   | Sakarya      | fine contratto |          |
| P        | Errick McCollum | Beikong F.D. | fine contratto |          |
| P        | Şafak Edge      | Beşiktaş     | fine contratto |          |
| AG       | Caleb Green     | Trabzonspor  | fine contratto |          |
| C        | Chuck Davis     |              | ritirato       |          |
| AG       | Stéphane Lasme  | Free agent   | fine contratto |          |
| C        | Duşan Çantekin  | Trabzonspor  | fine contratto |          |

### Dopo l'inizio della stagione
| Acquisti | Acquisti        | Acquisti     | Acquisti         | Acquisti   |
| R.       | Nome            | da           | Data             | Modalità   |
| -------- | --------------- | ------------ | ---------------- | ---------- |
| P        | Bruno Fitipaldo | Orlandina    | 27 dicembre 2016 | definitivo |
| P        | Errick McCollum | Beikong F.D. | 8 marzo 2017     | definitivo |

| Cessioni | Cessioni       | Cessioni          | Cessioni         | Cessioni    |
| R.       | Nome           | a                 | Data             | Modalità    |
| -------- | -------------- | ----------------- | ---------------- | ----------- |
| P        | Russ Smith     | Free agent        | 17 dicembre 2016 | rescissione |
| P        | Justin Dentmon | Shandong G. Stars | 24 dicembre 2016 | rescissione |
| AG       | Deon Thompson  | Stella Rossa      | 2 gennaio 2017   | rescissione |